# Lubiaszów
Lubiaszów [pronunciación en polaco: /luˈbjaʂuf/] es un pueblo en el distrito administrativo de Gmina Wolbórz, dentro de Distrito de Piotrków, Voivodato de Łódź, en Polonia central. Se encuentra aproximadamente 7 kilómetros al sudeste de Wolbórz, 15 kilómetros al este de Piotrków Trybunalski, y 47 kilómetros al sudeste de la capital regional, Łódź.